# Igarapava (kommun)
Igarapava är en kommun i Brasilien.   Den ligger i delstaten São Paulo, i den sydöstra delen av landet, 500 km söder om huvudstaden Brasília. Antalet invånare är 27 960.
Följande samhällen finns i Igarapava:
- Igarapava

Omgivningarna runt Igarapava är en mosaik av jordbruksmark och naturlig växtlighet. Runt Igarapava är det ganska glesbefolkat, med 21 invånare per kvadratkilometer.